# Orophaca proimantha
Orophaca proimantha är en ärtväxtart som först beskrevs av Rupert Charles Barneby, och fick sitt nu gällande namn av Duane Isely. Orophaca proimantha ingår i släktet Orophaca och familjen ärtväxter. Inga underarter finns listade i Catalogue of Life.